# Kormus
Der Kormus (im 19. Jahrhundert entlehnt aus altgriechisch κορμός kormós, deutsch ‚Rumpf‘, ‚Klotz‘, ‚Stock‘) ist der vielzellige Vegetationskörper einer Pflanze, der in Sprossachse, Blatt und Wurzel gegliedert ist. Pflanzen auf dieser Organisationsstufe wurden früher auch als Kormophyten bezeichnet. Dieser Begriff ist mehrdeutig, da Kormophyten auch ein veralteter systematischer Begriff ist, der die Moose mit einschließt, die jedoch keinen Kormus besitzen.
Zu den Pflanzen mit Kormus zählen alle rezenten Gefäßpflanzen, also Bärlapppflanzen, Farne und Samenpflanzen. Für den Kormus ist es charakteristisch, dass Blätter immer an Sprossachsen entstehen, nie an Wurzeln. Die Bildung von Seitenwurzeln erfolgt aus dem Inneren der Wurzel heraus (endogen), während die Bildung der Seitensprosse völlig anders verläuft.
Der Begriff Cormus wurde von Carl Ludwig Willdenow 1802 erstmals verwendet für alle sprossartigen Organe, auch Blattstiele und Moosstämmchen. Moose besitzen jedoch keinen echten Kormus, ihre Blättchen und Stämmchen werden als Thallus eingestuft.

## Belege
- Gerhard Wagenitz: Wörterbuch der Botanik. Die Termini in ihrem historischen Zusammenhang. 2., erweiterte Auflage. Spektrum Akademischer Verlag, Heidelberg/Berlin 2003, ISBN 3-8274-1398-2, S. 178.
- Peter Sitte, Elmar Weiler, Joachim W. Kadereit, Andreas Bresinsky, Christian Körner: Lehrbuch der Botanik für Hochschulen. Begründet von Eduard Strasburger. 35. Auflage. Spektrum Akademischer Verlag, Heidelberg 2002, ISBN 3-8274-1010-X, S. 148–151.